# Dructerà
Dructerà (Dructarenus, francès Dructéran) fou abat de Saint-Chaffee al Velai. Vivia a la primera meitat del segle ix. Estava relacionat amb el clergue hispà Claudi de Torí que fou després bisbe de Torí al que va conèixer durant l'estada de Claudi a Aquitània quan Lluís el Pietós era rei (o sigui abans del 814). Els dos homes es van dedicar amb dedicació a l'estudi de les escriptures sagrades. Claudi abans d'entrar en certs errors, va dedicar a Dructerà el seu comentari sobre l'Epístola de Sant Pau als gàlates.